# Bryant Washburn
Pour les articles homonymes, voir Washburn.
Bryant Washburn est un acteur américain, né Franklin Bryant Washburn III le 28 avril 1889 à Chicago (Illinois), mort le 30 avril 1963 à Los Angeles — Quartier d'Hollywood (Californie).

## Biographie
Bryant Washburn débute au cinéma en 1911, tournant de nombreux courts métrages produit par Essanay Studios, dont Sunshine de Theodore Wharton (1912, avec Ruth Stonehouse) et The Woman Hater de Charles Brabin (1915, avec Charles Brabin et Henry B. Walthall).
En tout, il contribue à environ deux-cent-cinquante films muets américains, le dernier étant le court métrage The Unkissed Man de Leo McCarey (avec Jean Harlow dans un petit rôle), sorti en 1929. Citons également Le Sorcier d'Oz de Larry Semon (1925, avec Dorothy Dwan et Virginia Pearson) et Le Roi des rois de Cecil B. DeMille (1927, avec H. B. Warner et Dorothy Cumming).
Après le passage au parlant, Bryant Washburn collabore encore à plus de cent films, surtout comme second rôle de caractère dans des films de série B (produits notamment par Monogram Pictures). Parmi eux figurent plusieurs serials, tel Le Capitaine Marvel de William Witney et John English (1941, avec Tom Tyler dans le rôle-titre), ainsi que des westerns, comme The Law Rides Again (en) d'Alan James (1943, avec Ken Maynard et Hoot Gibson).
Il tient aussi des petits rôles non crédités, entre autres dans La Chevauchée fantastique de John Ford (1939, avec John Wayne et Claire Trevor) et La Parade aux étoiles de George Sidney (1943, avec Kathryn Grayson et Gene Kelly). Il se retire après deux derniers films sortis en 1947.
Vers 1929, il épouse en secondes noces l'actrice Virginia Vance (1902-1942), dont il reste veuf à la mort de celle-ci.

## Filmographie partielle
(CM = court métrage ; S = serial)

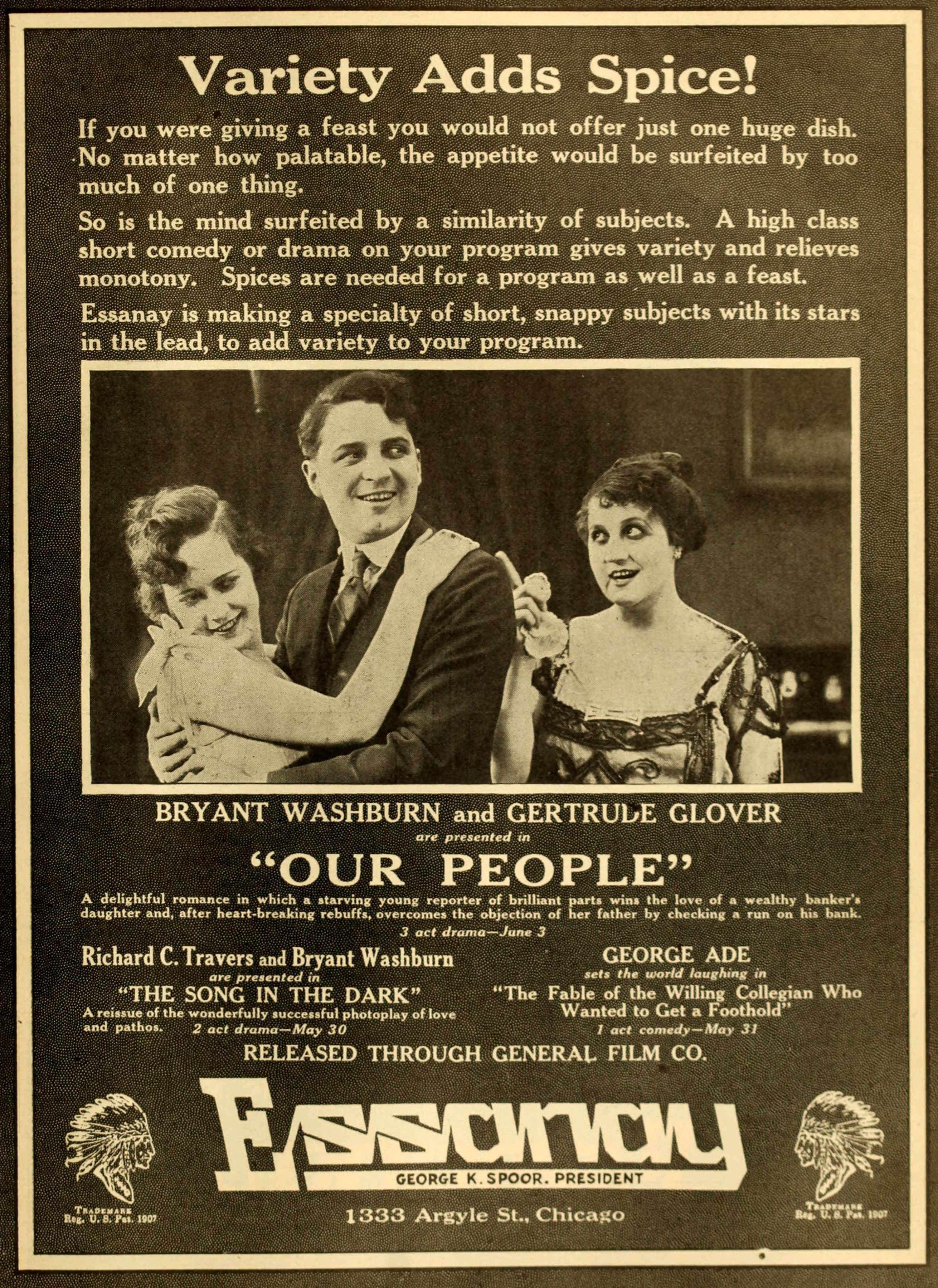
Our People (1916)

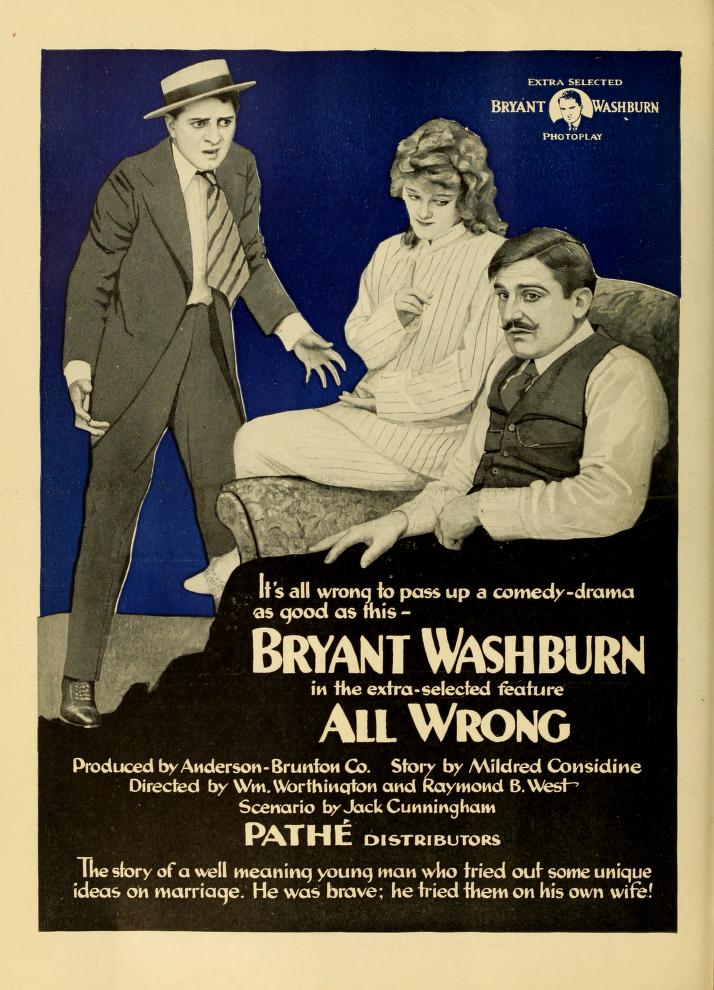
All Wrong, 1919

- 1912 : Sunshine de Theodore Wharton (CM) : James Moore
- 1913 : The Power of Conscience de Theodore Wharton (CM) : Byron Waters
- 1914 : One Wonderful Night (en) de E.H. Calvert : Howard Devar
- 1914 : The Way of a Woman de Wallace Reid
- 1915 : The Alster Case de J. Charles Haydon : George Swan
- 1915 : The Woman Hater de Charles Brabin : l'ami de Mabel / le plaisancier
- 1916 : The Havoc d'Arthur Berthelet : Paul Hessert
- 1917 : Skinner's Dress Suit de Harry Beaumont : William Manning Skinner
- 1917 : Son fils (Skinner's Baby) de Harry Beaumont
- 1918 : Till I Come Back to You de Cecil B. DeMille : capitaine Jefferson Strong
- 1918 : Ghost of the Rancho de William Worthington : Jeffrey Wall
- 1919 : Love Insurance de Donald Crisp : Dick Minot
- 1919 : It Pays to Advertise de Donald Crisp
- 1919 : À tort et à travers (All Wrong) de Raymond B. West et William Worthington
- 1919 : Un jeune homme trop rangé (A Very Good Young Man) de Donald Crisp
- 1920 : The Sins of St. Anthony de James Cruze : Anthony Osgood
- 1920 : The Six Best Cellars de Donald Crisp : Henry Carpenter
- 1920 : What Happened to Jones de James Cruze
- 1921 : The Road to London de Eugene Mullin : Rex Rowland
- 1922 : Le Crime de Mme Lévy (Hungry Hearts) de E. Mason Hopper : David
- 1922 : The Woman Conquers de Tom Forman : Frederick Van Court III
- 1923 : Le Roman d'une reine (Rupert of Hentzau) de Victor Heerman : le Comte Fritz von Tarlenheim
- 1923 : The Meanest Man in the World de Edward F. Cline : Ned Stevens
- 1924 : My Husband's Wives de Maurice Elvey : William Harvey
- 1924 : Try and Get It de Cullen Tate (en)
- 1924 : Hello, 'Frisco de Slim Summerville (CM)
- 1925 : The Parasite de Louis J. Gasnier : Dr Brooks
- 1925 : Le Sorcier d'Oz (The Wizard of Oz) de Larry Semon : prince Kynd
- 1926 : Young April de Donald Crisp : Prince Michael
- 1926 : C'était un prince ! (Meet the Prince) de Joseph Henabery : rôle non spécifié
- 1927 : Sitting Bull at the Spirit Lake Massacre (en) de Robert N. Bradbury : Donald Keefe
- 1927 : Le Roi des rois (The King of Kings) de Cecil B. DeMille : jeune Romain
- 1927 : Beware of Widows de Wesley Ruggles : Dr John Waller
- 1928 : The Chorus Kid de Howard Bretherton : John Powell
- 1928 : Nothing to Wear de Erle C. Kenton : Tommy Butler
- 1929 : The Unkissed Man de Leo McCarey (CM) : rôle non spécifié
- 1930 : Swing High de Joseph Santley : Joe, Monsieur Loyal
- 1931 : Kept Husbands de Lloyd Bacon : Charlie Bates
- 1931 : Crashing Hollywood de William Goodrich (CM) : rôle non spécifié
- 1932 : Forbidden Company de Richard Thorpe : Fletcher
- 1932 : A Parisian Romance (en) de Chester M. Franklin : Briac
- 1933 : Amour et Sténographie (Public Stenographer) de Lewis D. Collins
- 1933 : The Devil's Mate (en) de Phil Rosen : le procureur général
- 1933 : Virginité (What Price Innocence?) de Willard Mack
- 1933 : Night of Terror (en) de Benjamin Stoloff : John Rinehart
- 1934 : When Strangers Meet de Christy Cabanne : M. Pendleton
- 1935 : Tailspin Tommy in the Great Air Mystery de Ray Taylor (S) : Ned Curtis
- 1935 : Danger Ahead de Albert Herman : Nick Conrad
- 1935 : The Call of the Savage de Lew Landers (S) : Dr Harry Trevor
- 1936 : The Millionaire Kid (en) de Bernard B. Ray : Terry Malone
- 1936 : Conflit (Conflict) de David Howard : le rédacteur en chef
- 1936 : L'Homme sans visage (Preview Murder Mystery) de Robert Florey : Karl Jennings
- 1937 : L'Or et la Femme (The Toast of New York) de Rowland V. Lee : le courtier de Vanderbilt
- 1937 : Sea Racketeers d'Hamilton MacFadden : Wilbur Crane
- 1939 : La Chevauchée fantastique (Stagecoach) de John Ford : capitaine Simmons
- 1939 : Sky Patrol d'Howard Bretherton : Bainbridge
- 1940 : King of the Royal Mounted de William Witney et John English (S) : Matt Crandall
- 1941 : The Spider Returns de James W. Horne (S) : Westfall
- 1941 : Débuts à Broadway (Babes on Broadway) de Busby Berkeley : Le directeur de Reed
- 1941 : Le Capitaine Marvel (Adventures of Captain Marvel) de William Witney et John English (S) : Henry Carlyle
- 1942 : Croisière mouvementée (Ship Ahoy) de Edward Buzzell : un officier du navire
- 1942 : Captain Midnight de James W. Horne (S) : John Edwards
- 1942 : Danse autour de la vie (We Were Dancing) de Robert Z. Leonard : M. Lambert
- 1943 : The Girl from Monterey de Wallace Fox : commissaire Bogart
- 1943 : You Can't Beat the Law ou Prison Mutiny de Phil Rosen : le gouverneur
- 1943 : La Parade aux étoiles (Thousands Cheer) de George Sidney : lieutenant-colonel Brand
- 1943 : The Law Rides Again (en) de Alan James : commissaire Lee
- 1944 : Nabonga de Sam Newfield : le chasseur blanc
- 1945 : Two O'Clock of Courage de Anthony Mann : Robert Dilling
- 1945 : Johnny Angel d'e Edwin L. Marin : un journaliste

## Galerie photos

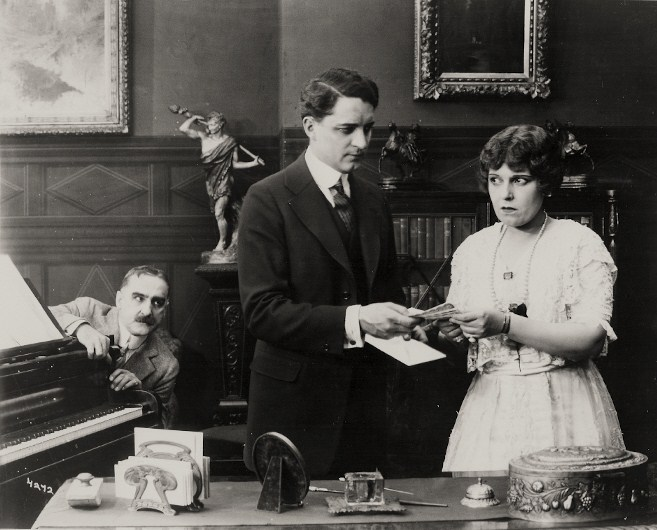
Avec John Cossar (à g.) et Anne Leigh, dans The Alster Case (1915)
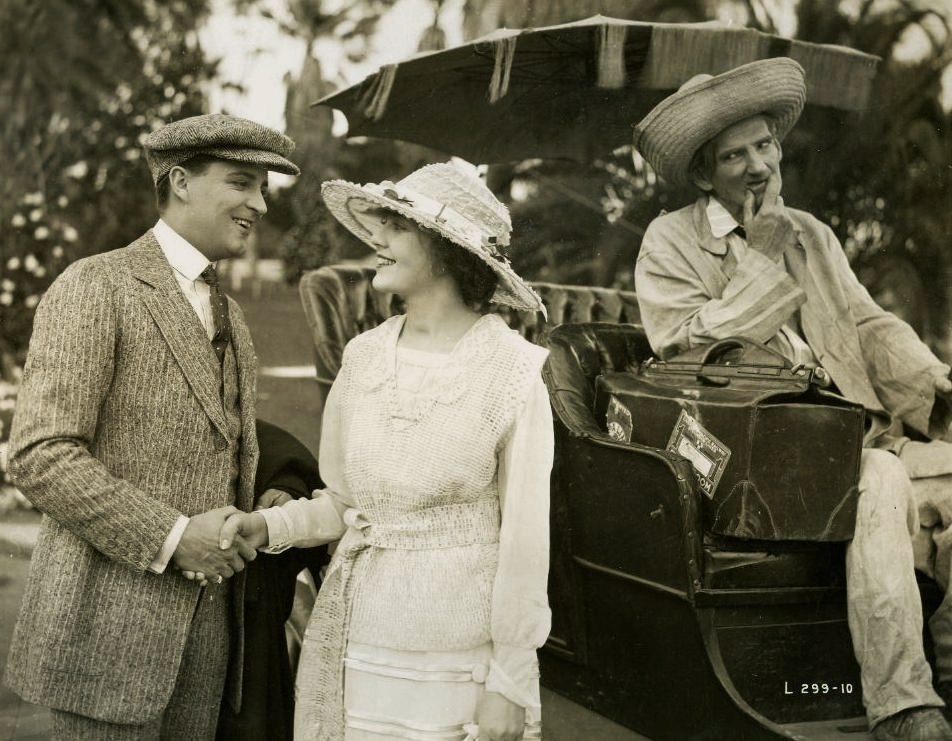
Avec Lois Wilson et John Cossar (à d.), dans Love Insurance (1919)
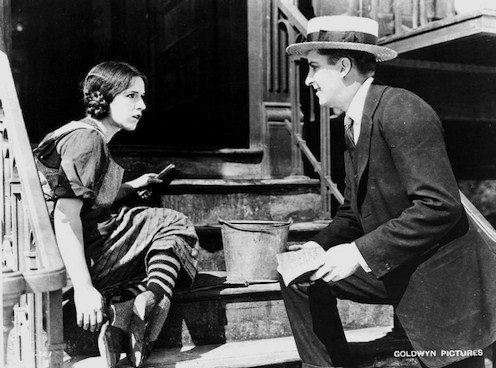
Avec Helen Ferguson, dans Le Crime de Mme Lévy (1922)
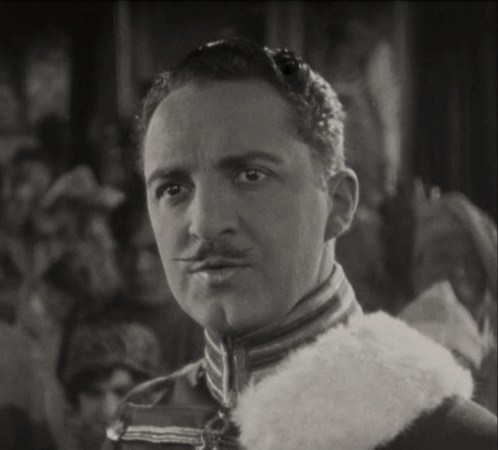
Dans Le Sorcier d'Oz (1925)
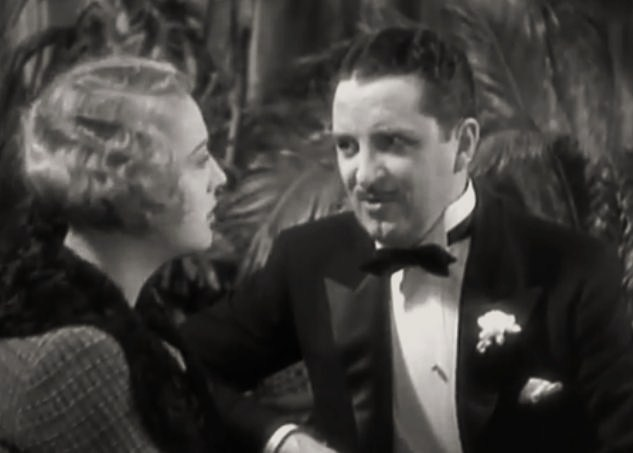
Avec Dorothy Mackaill, dans Kept Husbands (1931)
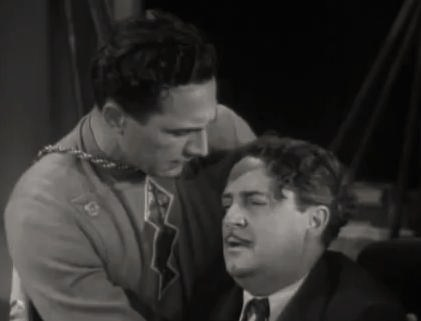
Avec Tom Tyler (à g.), dans Le Capitaine Marvel (1941)
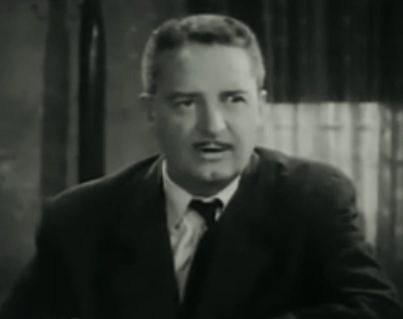
Dans The Law Rides Again (en) (1943)